# Сан Мартино ин Бадия
Сан Мартѝно ин Бадѝя (на италиански: San Martino in Badia; на ладински: San Martin de Tor, Сан Мартин де Тор, на немски: Sankt Martin in Thurn, Санкт Мартин ин Турн) е село и община в Северна Италия, автономна провинция Южен Тирол, автономен регион Трентино-Южен Тирол. Разположено е на 1127 m надморска височина. Населението на общината е 1726 души (към 2010 г.).

## Език
Официални общински езици са и италианският и немският. Най-голямата част от населението говори обаче на други романски език, ладинският.
| %     | Роден език      |
| 1,82  | Италиански език |
| 1,47  | Немски език     |
| 96,71 | Ладински език   |